# 凯拉·约翰逊
凯拉·约翰逊（英語：Kayla Johnson，1992年2月13日—），生于奥克兰，新西兰女子篮网球运动员。她曾代表新西兰国家队参加2022年英联邦运动会篮网球比赛，获得一枚铜牌。